# Chi Chi Tornádo
Chi Chi Tornádo, vlastním jménem Petr Vostárek (* 8. ledna 1972 Duchcov), je jedna z nejznámějších českých drag queen známá svými travesti show, v nichž od 90. let 20. století imituje slavné zpěvačky.
Její kariéra začala v roce 1992, zprvu s uměleckým jménem Lesbiana, záhy již jako Chi Chi Tornádo (psáno též Tornado). V jednom gay baru v Praze tehdy dostala nabídku na natočení pořadu Sejdeme se na Chmelnici. Následně díky své vizáži, extravaganci a přirozenému talentu si vysloužila titul první česká drag queen. V civilním zaměstnání pracuje jako úředník na letišti v Praze.
V roce 2010 se zúčastnila první řady soutěže Česko Slovensko má talent a byla pozvána do Show Jana Krause. V roce 2025 zahájila na České televizi pořad Chi Chi na gauči.